# سیارک ۳۳۰۱۷
سیارک ۳۳۰۱۷ (به انگلیسی: 33017 Wronski، نامگذاری:1997GM41) سی و سه هزار و هفدهمین سیارک کشف شده‌است که در ۹ آوریل ۱۹۹۷ کشف شد.